# 1945 en Saskatchewan
Chronologie de la Saskatchewan
- 1941
- 1942
- 1943
- 1944
- 1945
- 1946
- 1947
- 1948
- 1949

Cette page concerne des événements d'actualité qui se sont produits durant l'année 1945 dans la province canadienne de la Saskatchewan.

## Politique
- Premier ministre : Tommy Douglas
- Chef de l'Opposition :
- Lieutenant-gouverneur : Archibald Peter McNab puis Thomas Miller et Reginald John Marsden Parker
- Législature :

## Naissances
- Bob Bjornerud est un homme politique provincial canadien. Il est actuellement le député de la circonscription de Melville-Saltcoats à l'Assemblée législative sous la bannière du Parti Saskatchewanais.

- 24 août : Lillian Eva Quan Dyck, B.A., M.Sc., Ph.D. (née à North Battleford) est une sénatrice canadienne pour la province de Saskatchewan. Elle a été nommée au Sénat sur la recommandation du premier ministre Paul Martin le 24 mars 2005.